# Bridie Latona
Bridie Josephine Latona (* 4. August 1992 in New South Wales) ist eine australische Schauspielerin.

## Leben
Latona wurde in Australien geboren, verbrachte die Hälfte ihres Lebens allerdings im Vereinigten Königreich. Sie ist irischer, britischer, italienischer und skandinavischer Abstammung. Bridie erhielt ihren Bachelor of Arts in Schauspiel an der renommierten Schauspielschule QUT.
2008 wirkte Latona im Spielfilm The Convert mit, ehe sie in den folgenden Jahren in mehreren Kurzfilmen mitspielte, wie dem mit Preisen ausgezeichneten Kurzfilm A Brunette Kiss, wo sie die Hauptrolle spielte. Es folgten in den nächsten Jahren weitere Rollen in Spielfilmen.
Sie erhielt die Auszeichnungen Best Actress auf dem Rob Knox Film Festival und Best Actress auf den Warner Brothers New Filmmakers Awards. 

## Filmografie
- 2008: The Convert
- 2008: (Kurzfilm)
- 2010: Pathways (Kurzfilm)
- 2010: Bridge Over Blue (Kurzfilm)
- 2011: A Brunette Kiss (Kurzfilm)
- 2011: Ferdinand the Third (Kurzfilm)
- 2012: Headhunt
- 2013: The Price
- 2014: Out of my Hands
- 2014: Red Rider
- 2015: Chivalrous Times (Kurzfilm)
- 2015: Stopping All Stations
- 2015: Remnants
- 2016: Foretold
- 2017: Reawakened
- 2019: Once Upon a Time in Hollywood
- 2019: I Think You Know (Kurzfilm)
- 2019: Le Mans 66 – Gegen jede Chance (Ford v Ferrari)